# Oecleus fulvidorsum
Oecleus fulvidorsum är en insektsart som beskrevs av Ball 1902. Oecleus fulvidorsum ingår i släktet Oecleus och familjen kilstritar. Inga underarter finns listade i Catalogue of Life.